# Бриджит Кемерер
Бриджит Кемерер (на английски: Brigid Kemmerer) е американска писателка, авторка на произведения в жанровете фентъзи и любовен роман.

## Биография и творчество
Родена е на 11 януари 1978 г. в Омаха, Небраска, САЩ. Заради работата на родителите ѝ се местят из Съединените щати, от пустинята в Албъкърки, Ню Мексико, до езерото в Кливланд, Охайо и няколко спирки между тях, като накрая се установяват близо до Анаполис, Мериленд. Започва да пише още в гимназията.
Работи във финансовата индустрия, преди да стане писателка на пълен работен ден.
Първият ѝ роман „Storm“ (Буря) от поредицата „Елементарен“ е издаден през 2012 г. Книгата изследва проблемите с клюките и лъжите на зложелателите върху тийнеджърите, и борбата им за себеутвърждаване и търсене на любовта.
През 2017 г. е издаден романът ѝ „Писма до изгубените души“ от едноименната поредица. Фотожурналистката Джулиет Янг винаги пише писма до майка си докато пътува, а след смъртта ѝ, оставя писма на гроба ѝ. Случайно писмото ѝ е намерено от Деклан Мърхфи, когото съдът за непълнолетни го наказва да полага обществено-полезен труд в местното гробище, той пише отговор на писмото и започват своята странна връзка. Романът става бестселър в списъка на „Ню Йорк Таймс“ и я прави известна.
Романът ѝ „Проклятие за мрак и самота“ от поредицата „Разбивач на проклятия“ е издаден през 2017 г. Историята е фентъзи адаптация на „Красавицата и звярът“. В ролята на звяра е принц Рен, наследникът на Ембърфол, който е прокълнат да повтаря есента на осемнадесетата си година отново и отново, докато не бъде спасен от любовта, но превръщането му в чудовище в този период носи само унищожение. Една есен срещу него ще застане красивата Харпър, съвременно момиче от Ню Йорк, а в този момент кралството е застрашено от могъщи сили.
Бриджит Кемерер живее със семейството си в Пасадена.

## Произведения

### Самостоятелни романи
- Thicker Than Water (2015)
- Call It What You Want (2019)

### Серия „Елементарен“ (Elemental)
1. Storm (2012)
2. Spark (2011)
3. Spirit (2012)
4. Secret (2014)
5. Sacrifice (2014)

Новели към серията
- 0.5. Elemental (2012)
- 1.5. Fearless (2012)
- 2.5. Breathless (2013)

### Серия „Писма до изгубените души“ (Letters to the Lost)
1. Letters to the Lost (2017)
Писма до изгубените души, изд.: „Егмонт България“, София (2017), прев. Анелия Янева
2. More Than We Can Tell (2018)

### Серия „Разбивач на проклятия“ (Cursebreaker)
1. A Curse So Dark and Lonely (2019)
Проклятие за мрак и самота, изд.: „Егмонт България“, София (2019), прев. Николина Тенекеджиева
2. A Heart So Fierce and Broken (2020)
Сърце от огън и печал, изд.: „Егмонт България“, София (2020), прев. Николина Тенекеджиева
3. A Vow So Bold and Deadly (2021) Клетва толкова смела и смъртоносна (Фен превод)

### Серия „Срещу нощта“ (Defy the Night)
1. Defy the Night (2021)